# جيرود جاكسون الثالث
جيرود هربرت جاكسون الثالث (بالإنجليزية: Girod Herbert Jackson III)‏ (ولد في أكتوبر 1972) مقاول عام من ضواحي نيو أورلينز في لويزيانا وعضو ديمقراطي سابق في مجلس نواب لويزيانا عن المقاطعة 87 في جيفرسون باريش. خدم من عام 2008 حتى استقالته في أغسطس 2013 وسط فضيحة مالية أدت إلى السجن لمدة ثلاثة أشهر ودفع رد.
خدم في جيش الولايات المتحدة وحرس لويزيانا الوطني لمدة ثماني سنوات وشارك في عملية عاصفة الصحراء.